# Richard Rolle

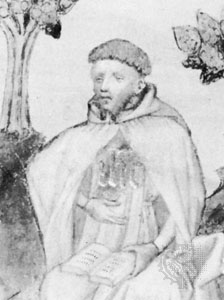
Richard Bolle.

Richard Rolle (c. 1300 - 1349) fue un ermitaño, místico y escritor religioso inglés. También se le conoce como Richard Rolle de Hampole o de Hampole, ya que al final de su vida vivía cerca de un convento cisterciense en Hampole, ahora en South Yorkshire. En palabras de Nicholas Watson, la investigación académica ha demostrado que «durante el siglo XV fue uno de los escritores ingleses más leídos, cuyas obras sobreviven en casi cuatrocientos manuscritos ingleses (...) y al menos setenta manuscritos continentales, casi todos escritos entre 1390 y 1500».

## Obras
- Incendium Amoris
- Commentary on the Readings in the Office of the Dead taken from Job
- Commentary on the Canticles
- Commentaries on the Psalter
- Treatise on Psalm 20
- Super Threnos
- Commentary on the Apocalypse
- Super Mulierem Fortem